# Иванковщина (Минская область)
Иванковщина (бел. Іванкаўшчына) — деревня в Борисовском районе Минской области Беларуси. Входит в состав Моисеевщинского сельсовета.

## География
Деревня находится в северо-восточной части Минской области, при автодороге Н-8082, на расстоянии приблизительно 36 километров (по прямой) к северо-востоку от города Борисов, административного центра района. Абсолютная высота — 186 метров над уровнем моря. Площадь населённого пункта — 0,0942 км².

## История
Известна с начала XVIII века. В 1897 году входила в состав Борисовского уезда Минской губернии, насчитывалось 15 дворов и 115 жителей.
По состоянию на 1909 год, в Иванковщине имелось 19 дворов и проживал 151 человек. В административном отношении деревня входила в состав Краснолукской волости. В 1912 году начала действовать одноклассная начальная школа.
С 20 августа 1924 года в составе Трояновского сельсовета. В 1931 году, в ходе проведения коллективизации, был образован колхоз «Красный колос». До 17 августа 1963 года деревня входила в состав Моисеевщинского сельсовета, до 28 мая 2013 года — в состав Трояновского сельсовета.

## Население
По данным переписи 2019 года, в деревне проживало 7 человек.
| Год  | Население, человек |
| ---- | ------------------ |
| 1800 | 50                 |
| 1897 | ↗ 115              |
| 1909 | ↗ 151              |
| 1917 | ↗ 174              |
| 1926 | ↗ 189              |
| 1960 | ↘ 139              |
| 1988 | ↘ 55               |
| 2008 | ↘ 23               |
| 2009 | ↘ 16               |
| 2019 | ↘ 7                |